# San Giorgio a Liri
San Giorgio a Liri – miejscowość i gmina we Włoszech, w regionie Lacjum, w prowincji Frosinone.
Według danych na rok 2004 gminę zamieszkiwało 3068 osób, 204,5 os./km².